# Turó de Boscalt
El Turó de Boscalt és una muntanya de 1.509 metres que es troba al municipi de Cava, a la comarca catalana de l'Alt Urgell.